# Abadia del Mas d'Azil
L'abadia del Mas d'Asilh fou un establiment religiós del Llenguadoc, situat a la població homònima. No se'n coneix l'origen i no apareix esmentada amb anterioritat al catàleg elaborat a la Dieta d'Aquisgrà (817). L'església estava sota advocació de Sant Esteve i ja existia en temps de Carlemany. En el regnat de Lluís el Pietós un senyor de nom Ebolat, d'acord amb la seva família, va fer donació a l'abat Asnar (Asnarius), successor de Calast (Calastus) del lloc anomenat Sylva agra i l'església de Sant Pere on reposen les relíquies de Sant Rústic Màrtir, al comtat de Tolosa, a la vora del rierol anomenat Jarles, proper a la Garona, i que probablement correspon al lloc modern de l'església de Sant Rústic a uns 4 km del rierol Jarles, en el que fou la baronia de Castelnau d'Estrétefonts. El sant Rústic d'aquest lloc seria el que fou bisbe de Cahors mort a mans dels ciutadans d'aquesta ciutat en el regnat de Dagobert I. El monestir del Mas d'Asilh es troba al país de Foix, a la riba del riu Arisa, antiga diòcesi de Rius (fins a 1790) i després de Tolosa, a uns 15 km a l'est de Pamiers.